# Kastjärnarna
Kastjärnarna är två sjöar i Örnsköldsviks kommun i Ångermanland och ingår i Ångermanälvens huvudavrinningsområde. Den större sjön har en area på 0,0911 kvadratkilometer och ligger 455,5 meter över havet. Sjöarna avvattnas av vattendraget Kastjärnsbäcken till Mesjön, som så småningom blir Noreån.

## Delavrinningsområde
Kastjärnarna ingår i det delavrinningsområde (708983-159511) som SMHI kallar för Inloppet i Mesjön. Medelhöjden är 423 meter över havet och ytan är 14,27 kvadratkilometer. Det finns inga avrinningsområden uppströms utan avrinningsområdet är högsta punkten. Noreån som avvattnar avrinningsområdet har biflödesordning 2, vilket innebär att vattnet flödar genom totalt 2 vattendrag innan det når havet efter 216 kilometer. Avrinningsområdet består mestadels av skog (79 procent). Avrinningsområdet har 0,16 kvadratkilometer vattenytor vilket ger det en sjöprocent på 1,1 procent.